# Manoir du Jardin
Le manoir du Jardin est une demeure des XVIe – XVIIIe siècle, qui se dresse sur le territoire de la commune française déléguée de Saint-Hilaire-du-Harcouët, dans le département de la Manche, en région Normandie. L'édifice est partiellement inscrit au titre des monuments historiques.

## Localisation
Le manoir est situé à 1 km au sud-ouest du bourg de Saint-Hilaire, au sein de la commune nouvelle de Saint-Hilaire-du-Harcouët, dans le département français de la Manche.

## Historique
Le 6 août 1612, Mlle de Beauchesne-Bodin, résidant en sa terre du jardin, obtient l'autorisation de faire bâtir une chapelle, au-dessous du manoir, et la dota de 30 livres de rente pour son entretien.

## Protection
Les façades et les toitures du manoir et de sa chapelle sont inscrites au titre des monuments historiques par arrêté du 27 décembre 1974.